# 林內佩河
51°19′45.74″N 8°0′19.72″E / 51.3293722°N 8.0054778°E

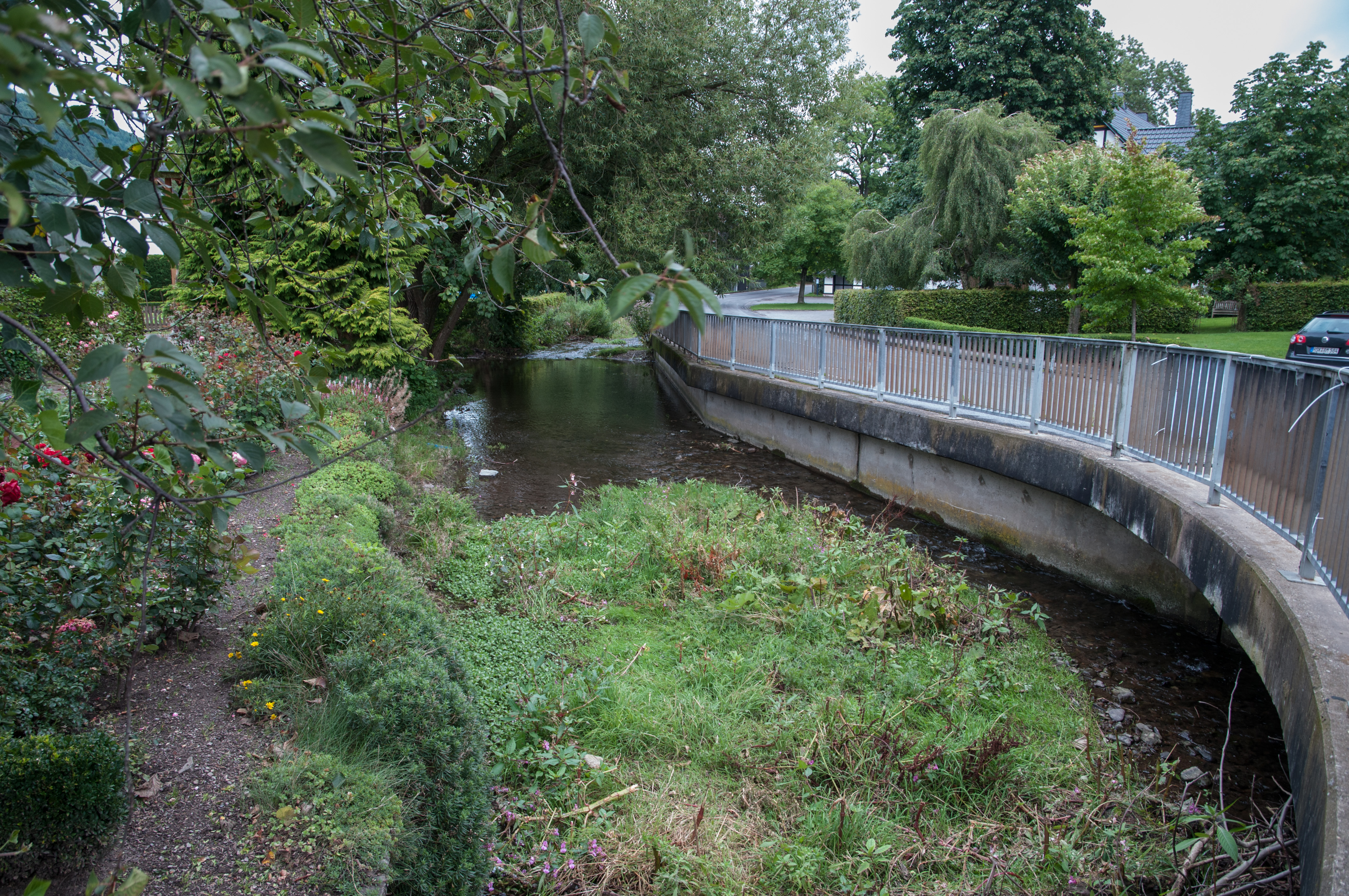

林內佩河（德語：Linnepe），是德國的河流，位於該國西部，處於北萊茵-威斯特法倫州，屬於勒爾河的右支流，河道全長14.3公里，流域面積40.8平方公里。